# Quand tu descendras du ciel
Pour plus de détails, voir Fiche technique et Distribution.
Quand tu descendras du ciel est un film français réalisé par Éric Guirado et sorti en 2003.

## Synopsis
Jérôme et sa mère ont du mal à maintenir la ferme familiale. Aussi, Jérôme part à la ville fin novembre pour trouver une solution à ses problèmes. Dans un premier temps il va voir sa sœur qu'il n’a pas vue depuis longtemps. Elle le rejette fermement. Jérôme fait la connaissance de « La Chignole », un clochard fort en gueule. Il se lie d’amitié avec lui. A la recherche d’emploi il se fait embaucher aux services techniques de la ville. Les premiers jours, à l’approche des fêtes de fin d’année, il assiste Lucien, un employé municipal pour accrocher des guirlandes lumineuses en haut des sapins de Noel. Il est ravi de cette mission. Cependant cela ne dure pas, et il se retrouve à faire appliquer un arrêté anti-mendicité du maire.  Des « hommes de sécurité » forcent les clochards à monter dans leur fourgonnette. Avec son collègue, Jérôme est chargé de reconduire les SDF hors du centre-ville et à les déposer en pleine campagne en plein froid . Un beau jour, son ami « La Chignole » fait partie du convoi. Alors que ces collègues acceptent de faire ce sale boulot, Jérôme se rebelle, aidé par Marthe, une jeune journaliste…

## Fiche technique
- Titre : Quand tu descendras du ciel
- Réalisation : Éric Guirado
- Scénario : Michel Fessler, Éric Guirado et Pierre Schoeller
- Photographie : Thierry Godefroy
- Costumes : Anne-Gaëlle Daval
- Montage : Christian Cuilleron et Ludo Troch
- Son : Philippe Mouisset
- Musique : Sylvain Freyermuth et Philippe Poirier
- Production : BFC Productions
- Pays d'origine :  France
- Durée : 95 minutes
- Date de sortie : 19 mars 2003

## Distribution
- Benoît Giros : Jérôme
- Serge Riaboukine : La Chignole
- Jean-François Gallotte : Lucien
- Ludmila Ruoso : Marthe
- Anne Coesens : Catherine
- Arthur Semay : Dallas
- Lucien Jean-Baptiste : Émile
- Yves Pignot : le maire
- Valérie Moreau : Corinne

## Production
Le film développe le court métrage Un petit air de fête, du même réalisateur, sorti en 2000.

## Distinctions
- 2003 : Prix du public au Festival Premiers Plans d'Angers